# Danilovskij rajon (Oblast' di Jaroslavl')
Il Danilovskij rajon (in russo Даниловский район?) è un rajon dell'Oblast' di Jaroslavl', nella Russia europea; il capoluogo è Danilov.